# Ivana Palenčíková
Ivana Palenčíková (* 10. Mai 1996 in Bratislava) ist eine slowakische Fußballspielerin.

## Karriere

### Verein
Palenčíková startete ihre Karriere Mai 2010 beim ŠK Štich Humenné. Dort rückte sie am 19. September 2010 im Alter von nur 14 Jahren in die Seniorenmannschaft auf. Nach drei Jahren in der ersten Mannschaft von ŠK Štich Humenné verkündete sie am 14. August 2013 ihren Wechsel in die slowakische Extraliga zum ŠKF Žirafa Žilina.

### Nationalmannschaft
Palenčíková gehört trotz ihres jungen Alters von 16 Jahren bereits zur slowakischen A-Nationalmannschaft. Sie absolvierte ihr A-Nationalmannschaftsdebüt am 26. Oktober 2013 in der WM-Qualifikation gegen Kroatien. Zuvor spielte sie seit Mai 2013 drei Länderspiele für die slowakische U-19-Auswahl.

## Persönliches
Sie besuchte seit 2010 das Športové gymnázium in Žilina.